# Gaogezhuang Shuiku
Gaogezhuang Shuiku (kinesiska: 高格庄水库) är en reservoar i Kina. Den ligger i provinsen Shandong, i den östra delen av landet, omkring 320 kilometer öster om provinshuvudstaden Jinan. Gaogezhuang Shuiku ligger 80 meter över havet. Arean är 1,3 kvadratkilometer. Trakten runt Gaogezhuang Shuiku består till största delen av jordbruksmark. Den sträcker sig 1,8 kilometer i nord-sydlig riktning, och 1,3 kilometer i öst-västlig riktning.
Genomsnittlig årsnederbörd är 784 millimeter. Den regnigaste månaden är juli, med i genomsnitt 259 mm nederbörd, och den torraste är januari, med 12 mm nederbörd.